# 365 days (film)
365 days (în poloneză 365 Dni) este un film erotic polonez apărut în 2020 în regia lui Barbara Bialowacz și Tomasz Mandes.

## Rezumat
După moartea tatălui, lider al unei bande criminale, fiul său Massimo forțat să preia cârma bandei, devine noul lider. Laura Belle, o directoare de vânzări de succes la un hotel de lux, zboară cu logodnicul și prietenii ei în Sicilia, unde Massimo o răpește. Acesta îi dă Laurei 365 de zile să se îndrăgostească de el.

## Distribuție
- Morrone Michele — Massimo Torricelli, liderul unei bande criminale
- Anna-Maria Sieklucka — Laura Belle
- Magdalena Lamparska — Olga
- Grażyna Szapołowska — Clara Belle, mama Laurei

## Critică
Criticii au considerat că filmul are asemănări cu o altă dramă erotică, Cincizeci de umbre ale lui Grey, dar i-au acordat totuși note mari pentru scenele de sex îndrăznețe. Filmul a fost criticat pentru romantismul răpirii și al violului. Pe site-ul web al agregatorului de recenzii Rotten Tomatoes, filmul are o rată de aprobare de 0% pe baza a 16 recenzii. Filmul a fost unul dintre primele trei cele mai vizionate conținuturi de pe Netflix în mai multe țări.